# 林內閣
林内閣（日语：／*/?）是日本軍事参議官、預備役陸軍大將林銑十郎就任第33任內閣總理大臣（首相）後，自1937年（昭和12年）2月2日至1937年（昭和12年）6月4日組成的內閣。

## 内阁成员和人事事务

### 国务大臣
1937 年 2 月 2 日任命 。在任 123 天。
| 職名 | 代 | 氏名       | 氏名 | 出身等                                   | 特命事項等                  | 備考                  |
| --- | -- | ---------- | ---- | ---------------------------------------- | --------------------------- | --------------------- |
| 内閣総理大臣 | 33 | 林銑十郎   |      | 予備役陸軍大将                           | 外務、文部大臣兼任          |                       |
| 外務大臣 | 47 | 林銑十郎   |      | 予備役陸軍大将 （陸大17期）              | 内閣総理大臣、 文部大臣兼任 | 1937年3月3日免兼      |
| 外務大臣 | 48 | 佐藤尚武   |      | 外務省                                   |                             | 初入閣 1937年3月3日任 |
| 内務大臣 | 48 | 河原田稼吉 |      | 内務省                                   |                             | 初入閣                |
| 大蔵大臣 | 36 | 結城豊太郎 |      | （民間→） 貴族院 無所属 （無会派）       | 拓務大臣兼任                | 初入閣                |
| 陸軍大臣 | 25 | 中村孝太郎 |      | 陸軍中将 （陸大21期）                    | 対満事務局総裁兼任          | 初入閣 1937年2月9日免 |
| 陸軍大臣 | 26 | 杉山元     |      | 陸軍大将 （陸大22期）                    | 対満事務局総裁兼任          | 初入閣 1937年2月9日任 |
| 海軍大臣 | 19 | 米内光政   |      | （海軍中将→） 海軍大将 （海大甲種12期）  |                             | 初入閣                |
| 司法大臣 | 38 | 塩野季彦   |      | 司法省                                   |                             | 初入閣                |
| 文部大臣 | 46 | 林銑十郎   |      | 予備役陸軍大将 （陸大17期）              | 内閣総理大臣、 外務大臣兼任 |                       |
| 農林大臣 | 11 | 山崎達之輔 |      | 衆議院 昭和会                            | 逓信大臣兼任                |                       |
| 商工大臣 | 14 | 伍堂卓雄   |      | （民間→） 貴族院 無所属 退役海軍造兵中将 | 鉄道大臣兼任                | 初入閣                |
| 逓信大臣 | 40 | 山崎達之輔 |      | 衆議院 昭和会                            | 農林大臣兼任                |                       |
| 逓信大臣 | 41 | 兒玉秀雄   |      | 貴族院 無所属 （研究会） 伯爵            |                             |                       |
| 鉄道大臣 | 14 | 伍堂卓雄   |      | （民間→） 貴族院 無所属 退役海軍造兵中将 | 商工大臣兼任                |                       |
| 拓務大臣 | 10 | 結城豊太郎 |      | （民間→） 貴族院 無所属 （無会派）       | 大蔵大臣兼任                |                       |
| - 有辭令的留任記載爲個別代，沒有辭令的留任則不記載。 - 臨時代理只記載大臣空位的情況，不記載海外出差等臨時不在代理。 - 代數不計算臨時兼任、臨時代理，兼任、兼職數 |    |            |      |                                          |                             |                       |

## 内阁的概述
廣田下台後，西園寺公望負責推薦組閣人選，因為宇垣在陸軍中比較符合大眾期待（省錢裁軍），因此找來陸軍出身的大老宇垣一成。雖然宇垣仍然以重整軍備、強化戰力為目標，削減了四個師團的兵力，並投入戰車、高射砲、航空和化武部門等現代化設備。但宇垣內閣因減少軍隊員額和經費，遭軍方反彈，而「現役武官制」使得軍方握有同意內閣組成的權力，最終宇垣內閣流產。
經軍方同意的組閣人選，是軍人出身的林銑十郎，出身於加賀藩的首府金澤，是武士之子。他在內閣試圖協調財界和軍部，任命財界出身的日本商工會議所會長結城豐太郎爲大藏大臣，其財政被評價爲「軍財抱合」。在綱領中表明祭政一致。另外，標榜由少數內閣成員組成的實力內閣的林東源將多數國務大臣兼任爲內閣成員，因此在成立初期被稱爲「兩人三腳內閣」。
林內閣在貴族院好不容易得到了研究會的支持，但是最終從衆議院轉向執政黨的只有昭和會和國民同盟的閣外協助，兩黨在衆議院466個議席中只佔據了35個議席。標榜少數閣僚內閣實力內閣的林把批評政務官視爲絕好機會，把政務官的弊端當作過分的藉口，乾脆停止了任用。林東源內閣自行斷絕了政務官這一與議會的聯繫，但作爲理所當然的結果，在衆議院遭到了民政黨和政友會的冷落。
林銑十郎內閣最大的問題是大藏大臣結城豐太郎為了防止陸軍倒閣，因此無限制的把預算挪用給軍方，獲得越來越多預算的軍方，實力越發強大，卻也引來了國會很大的不滿。就在三月底總預算剛剛通過，國會休會前夕，林銑十郎突然無預警宣布國會解散，於是被民間恥笑為「吃飽就跑內閣」。
結果國會改選，林銑十郎討厭的兩大黨當中，「民政黨」得到一百七十九席、「政友會」得到一百七十五席，連左派的「社會大眾黨」都從原來的二十席變成三十七席，面對此結果，林只好辭職。最後就以「一事無成銑十郎」的結果下台了。
在任123天，這是有史以來最短命的一次內閣。林內閣因短命、沒有留下特別大的業績，被評價爲「歷史上最無意義的內閣」，後來又以林生十郎的名字被譏諷爲「無所事事內閣」。

## 脚注